# Frontpac
FrontPac är en svensk tillverkare av förpackningar och displayer i offsettryckt kascherad wellpapp och kartong.
Det som idag är FrontPac startade 1982 som SydPac AB i Arlöv, Malmö. FrontPac har idag produktion i Sverige och Kina, och kontor i Danmark. Totalt ca 200 anställda och en omsättning på 350 miljoner SEK.
- FrontPac AB, Arlöv, Sverige: Utveckling och tillverkning av offsettryckta förpackningar och displayer i kascherad wellpapp och kartong.
- FrontPac ApS, Hellebæk, Danmark: Säljkontor.
- FrontPac China, Beijing, Kina: Tillverkning av offsettryckta förpackningar och displayer i kascherad wellpapp och kartong.